# Provincia di Medina
La provincia di Medina è una delle tredici suddivisioni amministrative dell'Arabia Saudita.

## Geografia
La provincia di Medina collocata nella parte occidentale del Paese, lungo il Mar Rosso. Ha una superficie di 173.000 km² e una popolazione di 1.310.400 abitanti (1999). Il suo capoluogo è la città santa di Medina. 
Altre città sono Yanbuʿ al-Bahr e Badr Hunayn.

### Dettagli città
| Città          | Abitanti |
| Medina         | 995,619  |
| Al Hunakiyah   | 52,549   |
| Mahd Al Thahab | 53,687   |
| Al-`Ula        | 57,495   |
| Badr           | 58,088   |
| Khaybar        | 45,489   |
| Yanbu Al Bahar | 249,797  |

## Politica

### Elenco dei governatori
- Muhammad bin Abd al-Aziz Al Sa'ud (1924 - 1965)
- Abd al-Muhsin bin Abd al-Aziz Al Sa'ud (1965 - 1985)
- ʿAbd al-Majīd bin ʿAbd al-ʿAzīz Āl Saʿūd (1986 - 1999)
- Muqrin bin 'Abd al-'Aziz Al Sa'ud (1999 - 2005)
- Fayṣal bin Salmān Āl Saʿūd (14 gennaio 2013 - 12 dicembre 2023)
- Salman bin Sultan Al Sa'ud, dal 12 dicembre 2023

### Elenco dei vice governatori
- Sa'ud bin Khalid Al Sa'ud, dal 22 aprile 2017